# Tatort: Kleine Diebe
Kleine Diebe ist ein Fernsehfilm aus der Krimireihe Tatort. Der vom Bayerischen Rundfunk produzierte Beitrag wurde am 3. September 2000 im Ersten Programm der ARD erstgesendet. In der Episode hat die Tatort-Kommissarin Lena Odenthal einen Gastauftritt. Das Münchner Ermittlerduo Batic und Leitmayr ermittelt seinen 26. Fall.

## Handlung
Im Norden Münchens wird auf einer Mülldeponie ein toter Junge gefunden. Seine schwarzen Haare sind blond gefärbt. Die Hauptkommissare Franz Leitmayr und Ivo Batic müssen feststellen, dass niemand das Kind zu vermissen scheint. Auch in den Heimen für ausländische Asylanten ist die Nachforschung ergebnislos.
Da kommt den Münchner Kommissaren der Zufall zu Hilfe. Die Ludwigshafener Kollegin Lena Odenthal ist privat nach München gekommen, um sich ein Fußballmatch ihres Lieblingsvereins SC Freiburg anzusehen. Vor dem Münchner Olympiastadion wird sie von dem 13-jährigen Mitru beklaut und kann ihn festhalten. Mitru ist ein rumänisches Straßenkind, hat ebenso wie der tote Junge blond gefärbte schwarze Haare und wird von einer Bande in der Großstadt München auf Diebestouren geschickt.
Beim ersten Verhör mit Mitru erfahren die Kommissare Leitmayr und Batic aber nichts über den Fall des toten Jungen. Sie können nur herausfinden, dass Mitru hofft, seine Schwester in Südfrankreich zu finden. Die Kommissare bringen Mitru zu den Sozialarbeitern einer Jugendschlafstelle, doch schon am nächsten Tag ist er wieder verschwunden.
Langsam kommen die Kommissare den Hintermännern der international organisierten Diebesbande auf die Spur. Rumänische Kinder werden von ihnen in Wohnungen in den Vorstädten von München versteckt und zu Diebestouren gezwungen. Der Unternehmer Wessmann ist maßgeblich in den Ring verstrickt, doch haben Batic und Leitmayr nichts gegen ihn in der Hand. Die Staatsanwaltschaft tut sich schwer eine Abhörgenehmigung zu erteilen und so mischen sich die Kommissare kurzerhand unter die Gäste im Lokal, wo Wessmann sich mit Kunden trifft. Sie hören mit an, dass Burkhardt, einem der Fahrer, die die Kinder ins Land holen, von einem der Jungen Geld gestohlen wurde, woraufhin dieser zur Rechenschaft gezogen wurde, was Wessmann als „Unfall“ darstellt.
Batic und Leitmayr lassen daraufhin Wessmanns Bauhof und auch den Flughafen überwachen. Ein Großeinsatz des SEK bringt dann den Erfolg, als zahlreiche illegal eingeschleuste Kinder in den kontrollierten LKWs gefunden werden. Allerdings findet Mitru bei dem Einsatz den Tod, als ihn einer seiner Aufpasser absichtlich überfährt.

## Kritik
Die Kritiker der Fernsehzeitschrift TV Spielfilm vergaben die bestmögliche Wertung (Daumen nach oben) und schrieben: „Sozialkrimi: mutig und beklemmend“.

## Auszeichnungen
Für ihre Regiearbeit und die Darstellung der beiden ermittelnden Kommissare wurden die Regisseurin Vivian Naefe sowie die Schauspieler Miroslav Nemec und Udo Wachtveitl 2001 mit dem Bayerischen Fernsehpreis ausgezeichnet.